# Стассен, Гарольд
Гарольд Эдвард Стассен (англ. Harold Edward Stassen; 13 апреля 1907 — 4 марта 2001) — американский политик, военный и юрист, 25-й губернатор Миннесоты (1939—1943). Был одним из основных республиканских кандидатов на выборах 1948 года и считался ранним фаворитом, но проиграл внутрипартийную борьбу губернатору Нью-Йорка Томасу Дьюи. Впоследствии Стассен продолжал регулярно баллотироваться на пост президента и другие должности, благодаря чему его имя стало ассоциироваться с его статусом постоянного кандидата.

## Биография
Стассен родился недалеко от Уэст-Сент-Пола в штате Миннесота. Все его бабушки и дедушки были иммигрантами. В 1927 году он получил степень бакалавра в Университете Миннесоты, а в 1929 — степень юриста. После принятия в коллегию адвокатов он начал политическую карьеру. В 1938 году он выдвинулся на пост губернатора Миннесоты от республиканской партии и победил. Поскольку на момент избрания ему был всего 31 год, он стал самым молодым губернатором штата в истории и получил репутацию «вундеркинда» от политики. В 1940 и 1942 годах он переизбирался на свою должность. Стассен усовершенствовал систему автомобильных дорог штата, принял закон о государственной службе, поддерживал туризм в штате и выступал против ростовщичеством. 27 апреля 1943 он ушёл в отставку с поста губернатора, чтобы принять участие во Второй мировой войне, где служил капитаном в ВМС США и получил многочисленные награды за службу. Стассен служил в штабе адмирала Уильяма Холси.
После военной службы Стассен вернулся к политической деятельности. В 1945 году, будучи делегатом Сан-Францисской конференции, которая положила начало созданию ООН, возглавил безуспешную борьбу в составе делегации США за недопущение существования права вето в Совете Безопасности ООН. Стассен был одним из подписантов Устава ООН (он был назначен в состав делегации президентом Рузвельтом). В 1948 году Стассен баллотировался на пост президента и именно эта кампания стала самой успешной из многих в его карьере. Он считался одним из основных кандидатов вместе с губернатором Нью-Йорка Томасом Дьюи и сенатором от Огайо Робертом Тафтом. Стассен выиграл четыре праймериз, но проиграл решающее голосование в Орегоне Дьюи, который и стал кандидатом, но проиграл на выборах Гарри Трумэну.
В 1948 Стассен стал президентом Пенсильванского университета. В 1952 он снова баллотировался на пост президента от республиканцев и считался перспективным кандидатом до выдвижения Дуайта Эйзенхауэра. Стассен поддержал его; в итоге Эйзенхауэр с большим перевесом победил Эдлая Стивенсона на выборах. Стассен стал близким другом Эйзенхауэра и проработал в его администрации пять лет. За ним закрепилась репутация умеренного республиканца-интернационалиста. В администрации Эйзенхауэра Стассен руководил программами американской помощи иностранным государствам, а затем был специальным помощником президента по вопросам разоружения в ранге члена кабинета министров.
В 1956 году Стассен возглавил неудачную кампанию по отстранению вице-президента Ричарда Никсона от переизбрания в качестве кандидата от республиканцев, но в 1970-х, когда Никсон столкнулся с угрозой импичмента в связи с Уотергейтским скандалом, Стассен поддержал его.
С 1958 года, занимаясь юридической практикой в Филадельфии, Стассен стал объектом шуток из-за своих постоянных и неудачных попыток избраться на различные должности. Он проиграл в борьбе за выдвижение от Республиканской партии Пенсильвании на пост губернатора в 1958 и 1966 годах, а также проиграл выборы мэра Филадельфии в 1959 году. С 1948 по 1992 год он девять раз безуспешно баллотировался на пост президента США, но оставался высокооплачиваемым юристом-международником. 4 марта 2001 года Стассен скончался и был похоронен на кладбище Акация в Мендота-Хайтс.
В 1929 году Стассен женился на Эстер Глевве которая умерла в октябре 2000 года. В семье было два ребёнка: Глен Гарольд Стассен, ставший профессором христианской этики в Фуллеровской теологической семинарии, и Кэтлин Эстер Бергер, заведующая кафедрой социальных наук в Бронксском общественном колледже.